# Le Port (Baudelaire)
Pour les articles homonymes, voir Le Port.
Le Port est un poème en prose de Charles Baudelaire paru en 1869 dans le recueil Le Spleen de Paris (pièce XLI), après avoir été publié dans la Revue de Paris le 25 décembre 1864 avec Les Yeux des pauvres, Les Projets, Le Miroir, La Solitude et La Fausse Monnaie.
Ce poème évoque la vie près d'un port, comme idéale pour les fatigués « des luttes de la vie ». Baudelaire agence les phrases avec lyrisme et les rythmes comme le mouvement des navires dans le port. Il fait de l'observation du port l'allégorie d'une vie occupée à regarder celle des autres, et montre que ce voyage imaginaire est supérieur au voyage réel éventuel. Ce thème baudelairien de la supériorité de l'imaginaire deviendra un thème majeur de la fin du XXe siècle en littérature.